# 耶律大悲奴
耶律大悲奴（?—?），字休坚。辽国軍人、政治人物。契丹人。王子班聶里古後裔。
咸雍八年（1072年），任漢人行宮都部署。大康元年（1075年），转任始平軍節度使。大康年間，历任永興延昌宮使、右皮室詳稳。阻卜反辽，辽道宗命他去招降。寿昌元年（1095年），任右夷離畢。寿昌二年（1096年），任殿前都点检。辽天祚帝乾統初年，历任上京留守、惕稳，再任殿前都点检，转任西南面招討使。他以年老请求引退，皇帝不許。天慶年間，再任上京留守，領北南枢密院点检中丞諸司等事。天慶五年（1115年），耶律章奴叛乱，耶律大悲奴和蕭陶蘇斡防衛上京。以彰国軍節度使致仕，去世。

## 延伸阅读
[在维基数据编辑]
 《遼史·卷95》，出自脱脱《遼史》